# Tom’s Restaurant

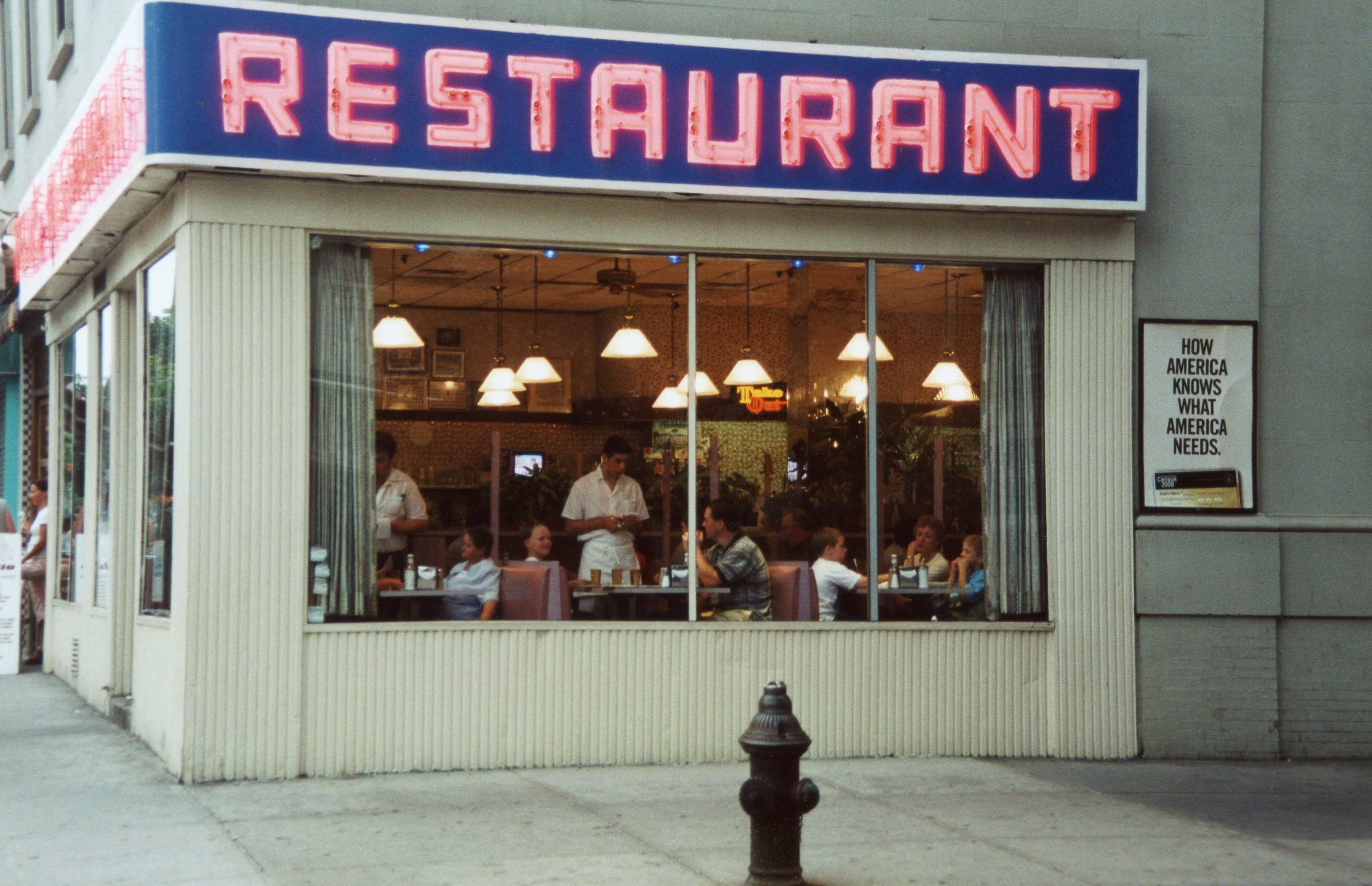
Tom’s Restaurant (2000)

Tom’s Restaurant ist eine Gaststätte in New York City. Sie befindet sich im Stadtviertel Morningside Heights an der Kreuzung von Broadway und 112th Street. Betrieben wird es seit den 1940er Jahren von einer griechischen Familie.
Zu den Gästen zählen hauptsächlich Studenten und Mitarbeiter der nahegelegenen Columbia University.

## Erwähnungen in der Popkultur
Tom’s Restaurant wird von Suzanne Vega in dem Lied Tom’s Diner (1987) besungen. Außerdem findet sich eine Erwähnung des Restaurants im Roman Trespassers von Meredith Sue Willis (1997).
Internationale Bekanntheit erlangte das Diner hauptsächlich als einer der Hauptschauplätze der Fernsehserie Seinfeld (1989–1998). Die Fassade des Restaurants diente dort als Außenansicht von Monk’s Cafe.
Weiterhin wurden Szenen des Musikvideos zu Cyndi Laupers Time After Time hier gedreht.